# Sípcsont

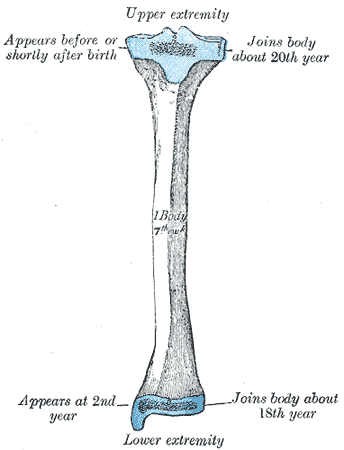
A sípcsont

A sípcsont (tibia) a lábszár belső (mediális) vázát alkotó hosszú csöves csont. Elülső felszíne közvetlenül a bőr alatt fekszik, így könnyen kitapintható. Felső vége jelentősen megvastagodott és két bütyköt hoz létre, melyek felszínén porccal borított ovális ízfelszínek vannak.